# いせさきFM放送
いせさきFM放送株式会社（いせさきエフエムほうそう）は、群馬県伊勢崎市の一部地域を放送対象地域として超短波放送（FM放送）を営む特定地上基幹放送事業者である。
いせさきFMの愛称でコミュニティ放送を行っている。

## 概要
2008年（平成20年）開局。
開局当初の本社・演奏所（スタジオ）は伊勢崎市今泉町の市役所東館にあった。2011年（平成23年）に伊勢崎市平和町に移転。平和町は住宅街で、スタジオはコンテナを改造したものだった。2013年（平成25年）にスタジオを同市南千木町に再移転。オープンスタジオとして、新規開業したJA佐波伊勢崎中央支店内に併設された。2021年（令和3年）に本社は同市茂呂町に移転した。
送信所は伊勢崎市大手町の市営住宅 iタワー花の森にあり、放送局（現・特定地上基幹放送局）の呼出符号はJOZZ3BP-FM、呼出名称はいせさきエフエム、周波数76.9MHz、空中線電力20Wで放送区域は伊勢崎市、太田市、埼玉県本庄市の各一部地域。
放送エリアは伊勢崎市およびその周辺地域で、エリア内人口は約40万人と称している。
開局当初から玉村町のラヂオななみとの関係が非常に深く、朝夕の生放送ワイド番組はラヂオななみと共同制作している。
インターネット配信はしていない。
自社制作以外の時間はミュージックバードを主に放送する。なお、開局当初はスターデジオを放送していた。

## 沿革
- 2008年（平成20年）
  - 8月15日 - 放送局の予備免許取得[2][4]。
  - 10月14日 - 試験放送開始[4]。
  - 11月28日 - 放送局の免許を取得[5]し開局[6]、午後2時に本放送開始[4]。
- 2011年（平成23年）7月1日 - 本社とスタジオが伊勢崎市平和町に移転。
- 2013年（平成25年）3月25日 - スタジオを同市南千木町に移転[7]。
- 2021年（令和3年）3月9日 - 本社を同市茂呂町に移転[8]。

## 主な自社制作番組
△ - ラヂオななみと共同制作番組・同時放送番組
◎ - ポッドキャスト配信あり
- △ぱわふるモーニング（月 - 金 7:00 - 9:00） - 生放送
- △アーティストセレクション（月・水・金 12:00 - 13:00）
- △アップラジオぷちっとタウン（火・木 12:00 - 13:00） - 生放送
- △情報アイランド（月 - 金 17:00 - 19:00） - 生放送
- JA暮らしナビ～あなたの暮らしの応援団～（土曜 10:30 - 11:00）
- ◎伊勢崎市からのお知らせ『くわまるラジオ』（月 - 金 13:25 - 13:30）
- みんなのスクールソング（月 - 木 13:30 - 13:33）
- ◎松浦たくの「それいけ! いせさき大百科」（日曜 15:00 - 16:00）